# David Belhumeur
David Belhumeur (* 25. September 1970 in Laval, Québec) ist ein ehemaliger kanadischer Freestyle-Skier. Er startete anfangs in allen Disziplinen und spezialisierte sich im Laufe seiner Karriere auf die Disziplin Aerials (Springen). Er gewann einmal die Kombinations-Disziplinenwertung sowie sechs Wettkämpfe im Weltcup.

## Biografie
David Belhumeur gab am 5. Januar 1990 am Mont Gabriel sein Debüt im Freestyle-Skiing-Weltcup. Er startete zunächst in allen Disziplinen und erreichte erste Spitzenplatzierungen in der Kombination. Sein erster Podestplatz gelang ihm im März 1991 als Drittem am Hundfjället. In der folgenden Saison erreichte er in neun von elf Kombinationen das Podest, darunter am Oberjoch seinen ersten Weltcupsieg, und belegte im Gesamtweltcup Rang drei. Aufgrund eines Beinbruchs verpasste er den kompletten Folgewinter.
In seiner Comeback-Saison 1993/94 feierte Belhumeur den größten Erfolg seiner Karriere und entschied mit drei Siegen in der Kombination die Disziplinenwertung für sich. Im Gesamtweltcup musste er sich als Zweiter nur Sergei Schuplezow geschlagen geben. Auch die beiden folgenden Winter schloss er unter den Top drei der Gesamtwertung ab und kürte sich in der Kombination jeweils zum kanadischen Meister. Bei seinen ersten Weltmeisterschaften in La Clusaz verpasste er die Medaillenränge als Vierter nur knapp.
Ab der Saison 1996/97 konzentrierte sich Belhumeur im Hinblick auf eine mögliche Olympiateilnahme auf seine stärkste Einzeldisziplin Aerials. Bei den Weltmeisterschaften in Iizuna Kōgen wurde er erneut Vierter und auch in der Weltcup-Wertung belegte er nach zwei Podestplätzen am Saisonende Rang vier. Nach guten Saisonleistungen, darunter zwei weitere Podestplätze, galt er bei den Olympischen Spielen von Nagano als Medaillenhoffnung, erlitt aber im Probesprung eine Schulterluxation und Rippenverletzungen und musste damit auf ein Antreten in der Qualifikation verzichten. In seinen letzten vier Jahren im Weltcup konnte Belhumeur nicht mehr an frühere Erfolge anknüpfen. Bei den Weltmeisterschaften in Meiringen-Hasliberg wurde er Sechster. Nachdem es ihm nicht gelungen war, sich für die Olympischen Spiele in Salt Lake City zu qualifizieren, beendete er im Januar 2002 seine aktive Karriere im Leistungssport.
In der Folge arbeitete Belhumeur als Aerials-Trainer für die japanische Nationalmannschaft und in Ontario.

## Erfolge

### Weltmeisterschaften
- La Clusaz 1995: 4. Kombination, 13. Ballett
- Nagano 1997: 4. Aerials
- Meiringen-Hasliberg 1999: 6. Aerials

### Weltcupwertungen
| Saison  | Gesamt                              | Gesamt                              | Aerials                             | Aerials                             | Moguls                              | Moguls                              | Dual Moguls                         | Dual Moguls                         | Ballett                             | Ballett                             | Kombination                         | Kombination                         |
| Saison  | Platz                               | Punkte                              | Platz                               | Punkte                              | Platz                               | Punkte                              | Platz                               | Punkte                              | Platz                               | Punkte                              | Platz                               | Punkte                              |
| ------- | ----------------------------------- | ----------------------------------- | ----------------------------------- | ----------------------------------- | ----------------------------------- | ----------------------------------- | ----------------------------------- | ----------------------------------- | ----------------------------------- | ----------------------------------- | ----------------------------------- | ----------------------------------- |
| 1990/91 | 47.                                 | 14                                  | 23.                                 | 62                                  | 63.                                 | 1                                   | –                                   | –                                   | 30.                                 | 20                                  | 8.                                  | 36                                  |
| 1991/92 | 3.                                  | 33                                  | 16.                                 | 89                                  | 46.                                 | 13                                  | –                                   | –                                   | 22.                                 | 55                                  | 2.                                  | 110                                 |
| 1992/93 | verletzungsbedingt keine Ergebnisse | verletzungsbedingt keine Ergebnisse | verletzungsbedingt keine Ergebnisse | verletzungsbedingt keine Ergebnisse | verletzungsbedingt keine Ergebnisse | verletzungsbedingt keine Ergebnisse | verletzungsbedingt keine Ergebnisse | verletzungsbedingt keine Ergebnisse | verletzungsbedingt keine Ergebnisse | verletzungsbedingt keine Ergebnisse | verletzungsbedingt keine Ergebnisse | verletzungsbedingt keine Ergebnisse |
| 1993/94 | 2.                                  | 126                                 | 13.                                 | 508                                 | 23.                                 | 208                                 | –                                   | –                                   | 20.                                 | 288                                 | 1.                                  | 588                                 |
| 1994/95 | 3.                                  | 138                                 | 8.                                  | 536                                 | 44.                                 | 36                                  | –                                   | –                                   | 11.                                 | 460                                 | 4.                                  | 560                                 |
| 1995/96 | 2.                                  | 144                                 | 8.                                  | 664                                 | 40.                                 | 68                                  | 43.                                 | 4                                   | 11.                                 | 432                                 | 2.                                  | 392                                 |
| 1996/97 | 17.                                 | 78                                  | 4.                                  | 704                                 | –                                   | –                                   | –                                   | –                                   | –                                   | –                                   | –                                   | –                                   |
| 1997/98 | 22.                                 | 72                                  | 8.                                  | 504                                 | –                                   | –                                   | –                                   | –                                   | –                                   | –                                   | –                                   | –                                   |
| 1998/99 | 19.                                 | 65                                  | 12.                                 | 196                                 | –                                   | –                                   | –                                   | –                                   | –                                   | –                                   | –                                   | –                                   |
| 1999/00 | 13.                                 | 78                                  | 7.                                  | 392                                 | –                                   | –                                   | –                                   | –                                   | –                                   | –                                   | –                                   | –                                   |
| 2000/01 | 22.                                 | 63                                  | 13.                                 | 252                                 | –                                   | –                                   | –                                   | –                                   | –                                   | –                                   | –                                   | –                                   |
| 2001/02 | 52.                                 | 30                                  | 25.                                 | 120                                 | –                                   | –                                   | –                                   | –                                   | –                                   | –                                   | –                                   | –                                   |

### Weltcupsiege
Belhumeur errang im Weltcup 37 Podestplätze, davon 6 Siege:
| Datum           | Ort                   | Land        | Disziplin   |
| --------------- | --------------------- | ----------- | ----------- |
| 2. Februar 1992 | Oberjoch              | Deutschland | Kombination |
| 9. Januar 1994  | Blackcomb             | Kanada      | Kombination |
| 30. Januar 1994 | Le Relais             | Kanada      | Kombination |
| 9. Februar 1994 | Hundfjället           | Schweden    | Kombination |
| 4. Februar 1996 | Kirchberg             | Österreich  | Kombination |
| 16. März 1996   | Altenmarkt-Zauchensee | Österreich  | Kombination |

### Weitere Erfolge
- 2 kanadische Meistertitel (Kombination 1995 und 1996)[5]
- 1 Podestplatz im Nor-Am Cup